# Perricone
Il Perricone - noto anche come Perricone nero o Pignatello - è un vitigno autoctono della Sicilia a bacca rossa, utilizzato per produrre vini DOC come il Marsala, il Contea di Sclafani, il Delia Nivolelli, e il Monreale.
Particolarmente diffuso nel 1800 durante il periodo pre-fillosserico, oggi è coltivato non in grandi quantità, in diverse zone della Sicilia, in particolare nelle province di Trapani e Palermo e, in misura minoritaria, anche Agrigento e Messina.